# Fara Vicentino
Fara Vicentino är en ort och kommun i provinsen Vicenza i regionen Veneto i Italien. Kommunen hade 3 777 invånare (2018).